# 어리사 트루

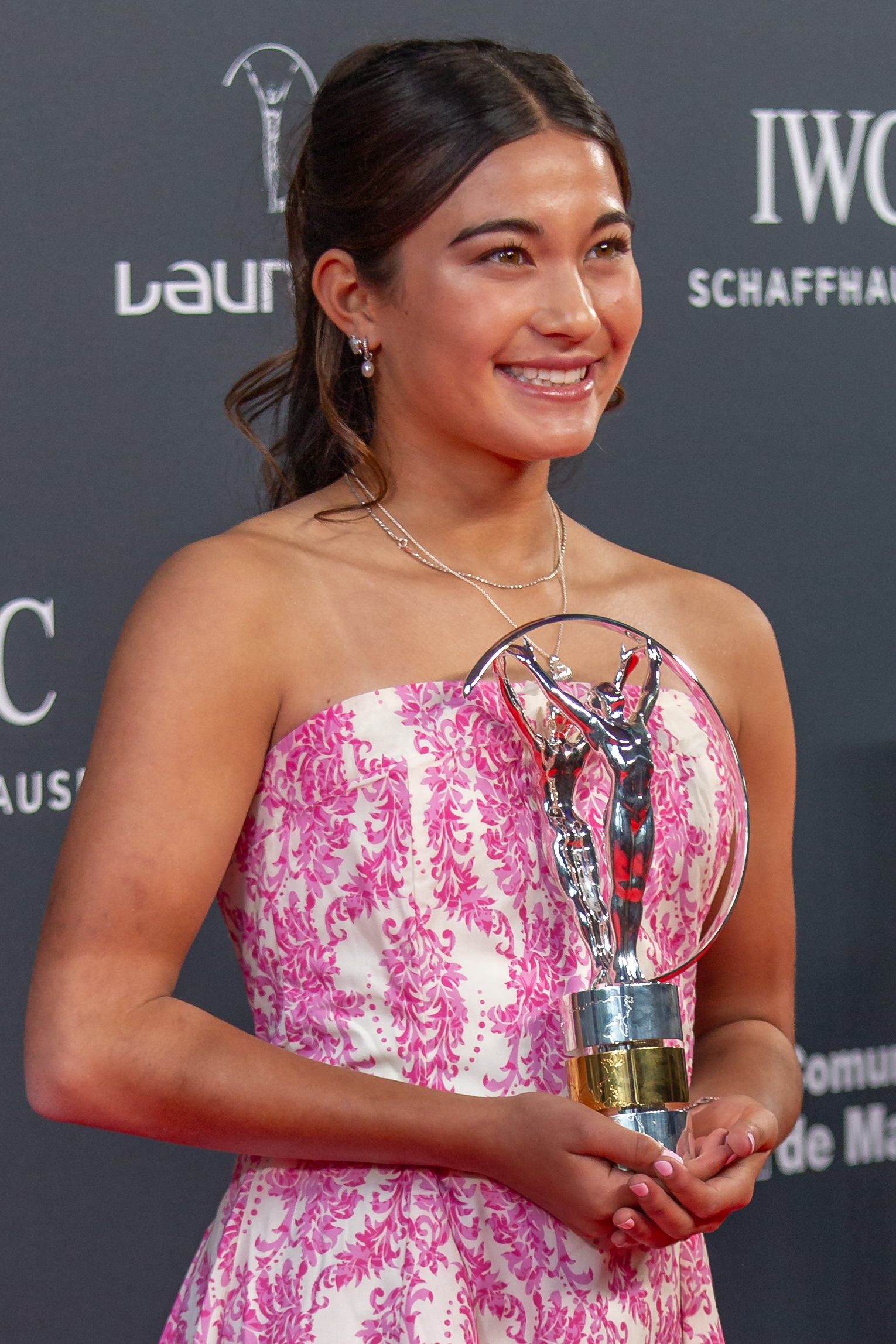

어리사 트루(Arisa Trew, 2010년 5월 12일 ~ )는 오스트레일리아의 스케이트보드 선수이다. 14세의 나이로 2024년 파리 하계 올림픽 여자 파크 스케이트보드 종목에서 금메달을 획득하여 호주 최연소 올림픽 챔피언이 되었다. 대회에서 720과 900을 기록한 최초의 여자 스케이트보더이다.

## 어린 시절
트루는 2010년 5월 12일 오스트레일리아 퀸즈랜드주 케언스에서 태어났다. 어머니 아이코는 일본인이고 아버지 사이먼은 웨일스 사람이다. 두 살 때부터 골드코스트로 이주했고, 일곱 살 때부터 스케이트보드를 타기 시작했다.